# هارولد دیمکه
هارولد دیمکه (آلمانی: Harold Dimke; ۲۱ نوامبر ۱۹۴۹) قایقران روئینگ اهل آلمان بود.
وی در مسابقات کشوری و بین‌المللی در مجموع برندهٔ ۱ مدال نقره، ۱ مدال برنز شده‌است.